# روبرت هوبر (لاعب كرة قدم)
روبرت هوبر هو لاعب كرة قدم سويسري، ولد في 30 مايو 1975 في Muri, Aargau ‏ في سويسرا. لعب مع نادي زيورخ ونادي فينترتور ونادي موري.

## وصلات خارجية
- روبرت هوبر (لاعب كرة قدم) على موقع قاعدة بيانات كرة القدم.إي يو (الإنجليزية)